# جرجس بن العميد
عبد الله جرجس بن أبي ياسر بن أبي المكارم بن أبي الطيب بن قردينة بن الطيب بن يوسف بن العميد، المشهور بالشيخ المكين (1205–1273) هو مؤرخ عربي ولد بالقاهرة وتوفي بدمشق.

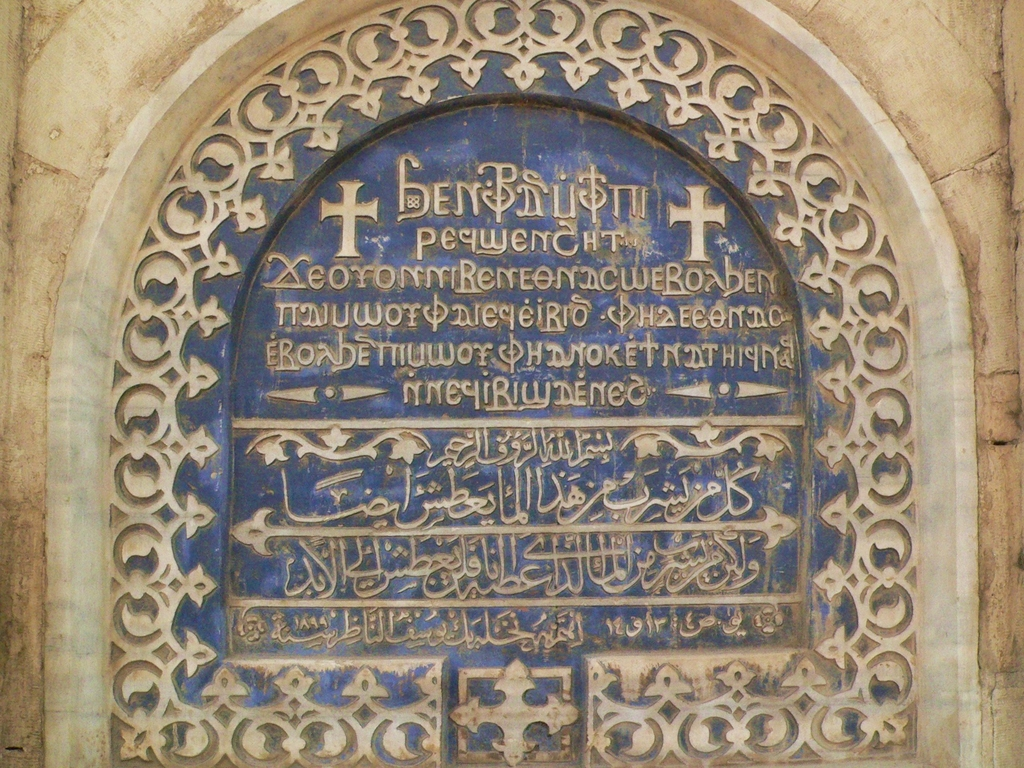
جرجس بن العميد كان مكين في التاريخ و القبطى.

من أهم كتبه المجموع المبارك وأخبار الأيوبيين ومختصر البيان في تحقيق الإيمان (الحاوي).